# レジナルド・ドハティー

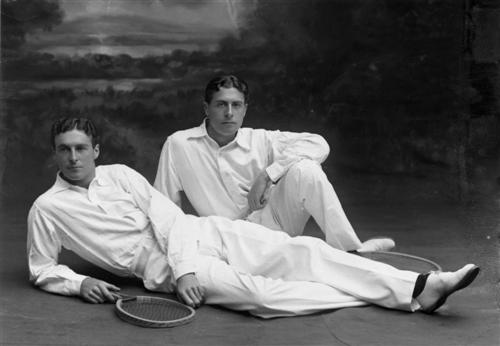
ドハティー兄弟

レジナルド・ドハティー（Reginald Doherty, 1872年10月14日 - 1910年12月29日）は、イングランド・ウィンブルドン出身の男子テニス選手。フルネームは Reginald Frank Doherty （レジナルド・フランク・ドハティー）という。3歳年下の弟ローレンス・ドハティーとともに「ドハティー兄弟」（Doherty Brothers）として活躍した。レジナルドは“Reggie”（レジー）という愛称で呼ばれ、大柄な兄であったことから“Big Do”（ビッグ・ドー）とも呼ばれた。

## 来歴
レジナルドは1896年、24歳の時からウィンブルドン選手権に出場し始めた。1896年度のダブルスで準優勝した時は、パートナーは弟のローレンスではなく、ハロルド・ニスベット（Harold Nisbet）であった。レジナルドとニスベットの組は、男子ダブルス決勝でウィルフレッド・バデリーとハーバート・バデリーの「バデリー兄弟」（Baddeley brothers）組に敗れた。翌1897年から1900年まで、レジナルド・ドハティーはウィンブルドン選手権の男子シングルスに「4連覇」を達成する。ダブルスでもレジナルドとローレンスは兄弟ペアを組み、「バデリー兄弟」に代わって「ドハティー兄弟」の時代が始まった。その後、弟のローレンスが1902年から1906年までウィンブルドン選手権の男子シングルス「5連覇」を達成した。こうして、ドハティー兄弟は「兄弟2人でウィンブルドンのシングルス9勝」を樹立した。
ドハティー兄弟のダブルスは、1897年から1906年まで「10年連続」ウィンブルドン選手権の男子ダブルス決勝に進み、1902年と1906年の2度敗れたのみで、通算「8勝」を記録した。1902年から1906年まで、ドハティー兄弟はシドニー・スミス＆フランク・ライスリー組と5年連続で男子ダブルスの決勝対決をしている。1906年の男子ダブルス決勝でスミス＆ライスリー組に敗れた試合を最後に、ドハティー兄弟はウィンブルドン選手権を引退した。
ドハティー兄弟はウィンブルドン選手権のみならず、海外遠征にも積極的であった。1900年パリ五輪では、兄弟で男子ダブルスの金メダルを獲得し、レジナルドはシャーロット・クーパーと組んだ混合ダブルスの金メダルも獲得した。全米選手権にも遠征し、ダブルスでは1902年と1903年に2連覇を達成したが、レジナルドはシングルスで1902年の準優勝1度に終わった。レジナルドは1908年ロンドン五輪にも出場し、地元勢としてダブルスの金メダルを獲得した。2度目のダブルス金メダルの時は、パートナーはローレンスではなく、ジョージ・ヒルヤード（ブランチ・ビングリーの夫）と組んでいる。
ドハティー兄弟は2人とも早逝し、兄のレジナルドはロンドン五輪のダブルス金メダルから2年後の1910年12月29日に38歳で死去した。1980年、兄弟は2人揃って国際テニス殿堂入りを果たしている。

## 主な成績
- ウィンブルドン選手権

シングルス4連覇（1897年-1900年）　［1901年にオールカマーズ・ファイナルで敗れ、準優勝］
ダブルス8勝（1897年-1901年・1903年-1905年）　［優勝はすべてローレンスとのペア。準優勝3度：1896年・1902年・1906年］
- 全米選手権　シングルス準優勝1度（1902年）／ダブルス2勝（1902年＆1903年）
- オリンピック　男子ダブルス金メダル：1900年パリ五輪・1908年ロンドン五輪　［パリ五輪は混合ダブルス金メダルも獲得］